# ویژگی (فلسفه)
ویژگی (خاصه) (انگلیسی: property)، هر چیز عبارت است از آنچه اختصاص به آن دارد، برخلاف عامه.

## خاصه در تعریفابن سینا
عبارت است از کلی دال بر نوع واحد در جواب آن کدام است (ای شیء هو) نه بالذات بلکه بالعرض، که شیء مورد بحث یا نوع است یا جنس مثل تساوی زوایای مثلث به دو قائمه که خاصه مثلث است و مثلث جنس است، یا خاصه برای جنس است نه برای نوع مثل خنده‌ناک برای انسان که خاصه‌ایست ملازم و مساوی، یا کتابت که ملازم و مساوی انسان نیست بلکه ناقص تر است.

## علی بن محمد جرجانی
خاصه آن کلی‌ای است که به نحو عارضی فقط بر افراد دارای حقیقت واحد، اطلاق می‌شود، خواه در تمام افراد آن حقیقت یافت شود، مثل کتابت بالقوه نسبت به تمام افراد انسان، و خواه در بعضی افراد آن یافت شود، مثل کتابت بالفعل نسبت به انسان.
قید «فقط» برای این است که این حکم شامل جنس و عرض عام نشود، زیرا جنس و عرض عام به حقایق مختلف اطلاق می‌شود، و قید «به نحو عارضی» برای این است که شامل نوع و فصل نگردد، زیرا نوع و فصل به نحو ذاتی بر افراد و مصادیق خود صدق می‌کنند نه به نحو عرضی.

## ارسطو
ارسطو خاصه را به چهار معنی به کار برده‌است که فرفوریوس آن معانی را در کتاب ایساغوجی به شرح زیر خلاصه کرده‌است:
1. آنچه برای یک نوع واحد موجود باشد اما با وجود این، در تمام آن نوع یافت نشود بلکه فقط در بعضی از آن یافت شود. خاصه چیزی است که برای همین بعض جایز باشد، مثل مهندس نسبت به انسان.
2. آنچه به تمام یک نوع تعلق دارد اما در افراد غیر این نوع نیز یافت می‌شود. مانند داشتن دو پا برای انسان در مقایسه با اسب.
3. آنچه به تمام یک نوع تعلق دارد و فقط اختصاص به آن نوع دارد اما نه به‌طور دائمی بلکه به صورت موقت، مانند سفیدی مو نسبت به انسان.
4. آنچه متعلق به تمام یک نوع است و فقط به همان نوع اختصاص دارد و برای آن دائمی است، مثل خنده‌ناک برای انسان. معنی چهارم از معانی دیگر باارزش‌تر است.[۱][۲]